# Pierre Martel (mathématicien)
Pour les articles homonymes, voir Pierre Martel.
Pierre Martel, né en 1702 et mort en 1761, est un opticien et mathématicien genevois. En 1742, un an après William Windham, il se rend à Chamonix, reprend à son compte le nom de Mer de Glace, baptise le mont Blanc de son nom actuel et mesure son altitude à 4 505 mètres. En 1744, depuis Londres, il publie conjointement avec Windham Relations de leurs deux voyages aux glaciers de Chamonix (1741-1742).